# Hydroptila lloganae
Hydroptila lloganae is een schietmot uit de familie Hydroptilidae. De soort komt voor in het Nearctisch gebied.